# Klára Františka z Thun-Hohensteinu
Klára Františka z Thunu a Hohensteinu (německy Klara Franziska von Thun und Hohenstein) provdaná de'Suys (13. února 1642 – 17. března 1687) byla česká šlechtična z rodu Thun-Hohensteinů.

## Životopis
Narodila se 13. února 1642. Její matkou byla Markéta Anna z Oettingen-Baldernu a otcem Jan Zikmund z Thun-Hohensteinu, který patřil k jedněm z prvních Thunů, kteří se usadili v Čechách.
Jan Zikmund měl tři manželky a devatenáct dětí, z toho dvanáct synů a sedm dcer. Markéta Anna z Oettingenu-Baldernu byla jeho třetí manželkou. Klára Františka měla sedm vlastních sourozenců, kterými byli Maxmilián, František Zikmund, Romedius Konstantin, Jan Arnošt, Rudolf Guidobald, Konstantin a Marie Anna, přičemž poslední dva zemřeli v dětském věku (ve dvou a třech letech). Její otec zemřel v roce 1646, v jejích čtyřech letech. O rodinu se tak staral Guidobald, syn Jana Zikmunda z prvního manželství.

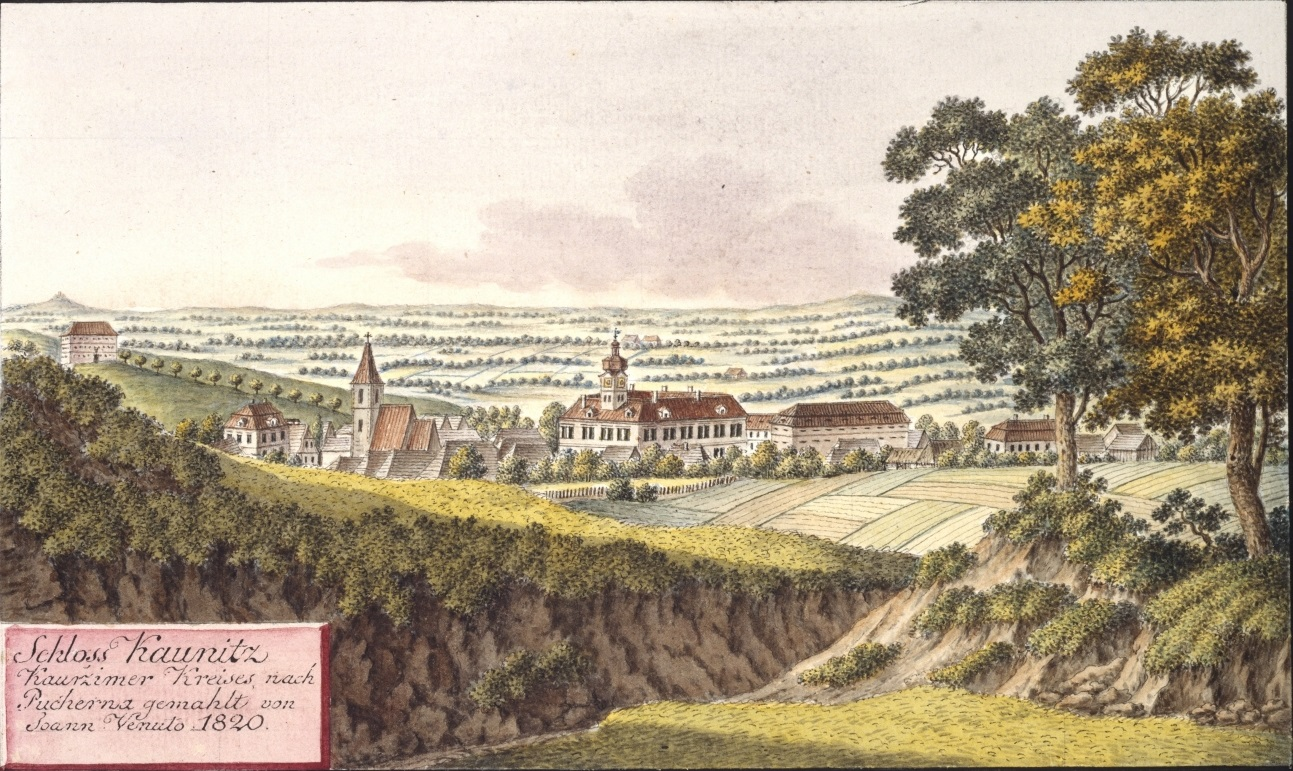
Jan Antonín Venuto: Obec Kounice a zámek. Rytina z roku 1820 podle malby Antonína Pucherny.

Klára Františka se dne 27. června 1666 provdala v malostranském chrámu sv. Mikuláše v Praze za Arnošta Ferdinanda Oktavia de Suys. V následujícím roce manželé zakoupili zámek v Kounicích, který posléze rekonstruovali. V roce 1677 Arnošt de Suys zemřel, a Klára Františka pokračovala v započatém díle sama. Dokončila špitál v Kounicích, o čemž svědčily i desky na budově, zminil se o nich Václav Trnka v knize Kounice a Přerov v Čechách.
Z jejího života je již známa pouze dramatická situace, kdy dne 16. dubna 1680 v Kounicích proběhlo selské povstání a tak musela s nezletilým synem z Kounic uprchnout do Prahy.
Klára Františka zemřela 17. března 1687, její syn František Josef Antonín Viktor zemřel na počátku r. 1691, krátce po dosažení plnoletosti.
Na děčínském zámku v rodové galerii Thunů se nachází její portrét. Její vyobrazení je netradiční, na obraze je spoutaná řetězy, má okovy kolem zápěstí a řetězem je připoutaná i v pase. Navíc v levé ruce řetěz přidržuje a vypadá to, že na něj gestem poukazuje. Řetěz by v této části mohl tvořit číslovku 30. Obraz vytvořil neznámý malíř druhé poloviny 17. století kolem roku 1670 a v letech 1670–1701 byl součástí sbírky jejího bratra Maxmiliána z Thun-Hohensteinu. Od roku 2014 je obraz zapůjčen na zámek Děčín, kam byl nainstalován podle původního umístění.